# Naar man er tre
Naar man er tre (originaltitel Husbands and Lovers) er en amerikansk stumfilm fra 1924 af John M. Stahl.

## Medvirkende
- Lewis Stone som James Livingston
- Florence Vidor som Grace Livinston
- Dale Fuller som Marie
- Winter Hall som Robert Stanton
- Edith Yorke som Mrs. Stanton
- Lew Cody som Rex Phillips